# Ciara Renée
Ciara Renée Harper (ismertebb nevén Ciara Renée, 1990. október 16. –) amerikai színésznő, legismertebb szerepe Sólyomlány A holnap legendái című sorozatban.

## Szerepei
| Év   | Cím                                                                          | Szerep                     | Megjegyzés |
| ---- | ---------------------------------------------------------------------------- | -------------------------- | ---------- |
| 2017 | Master of None                                                               | Ellen                      | 1 epizód   |
| 2016 | A holnap legendái (Legends of Tomorrow)                                      | Kendra Saunders/Sólyomlány | 16 epizód  |
| 2015 | A zöld íjász (Arrow)                                                         | Kendra Saunders/Sólyomlány | 1 epizód   |
| 2015 | Flash - A Villám (The Flash)                                                 | Kendra Saunders/Sólyomlány | 1epizód    |
| 2014 | Esküdt ellenségek: Különleges ügyosztály (Law & Order: Special Victims Unit) | Señora Perez               | 1 epizód   |
| 2014 | Crime Stoppers Case Files:South Florida                                      | ?                          | 1 epizód   |